# قانون الالتزامات والعقود المغربي
قانون الالتزامات والعقود هو تدوين لقانون العقود في المغرب، بناء على ظهير 9 رمضان 1331 (الصادر في 12 أغسطس 1913) في عهد مولاي يوسف، خلال الحماية الفرنسية على المغرب بصيغتها المعدلة والمستكملة من 1917 إلى 2016.
ويحتوي المرجع القانوني على كتابين:
- الكتاب الأول: الالتزامات بشكل عام.
- الكتاب الثاني: في مختلف العقود المسماة وفي أشباه العقود التي ترتبط بها